# Christine Rouzioux
Christine Rouzioux est une virologue française.

## Biographie
Elle est membre de l’Académie nationale de médecine, de l’Académie nationale de pharmacie et du Conseil national du sida et des hépatites virales. 

## Distinctions
- Commandeure de la Légion d'honneur[1]
- Grande officière de l'ordre national du Mérite (décret du 24 novembre 2021)